# Accademia di belle arti di Macerata
L'Accademia di belle arti di Macerata è una istituzione universitaria di tipo statale per la formazione artistica e appartenente al comparto universitario nel settore dell'alta formazione artistica, musicale e coreutica (AFAM).

## Storia dell'Accademia
L'Accademia di belle arti di Macerata fu istituita nel 1972 per affiancare all'università di tradizione plurisecolare anche una accademia artistica.
Sede dell'Accademia fu a Palazzo Buonaccorsi fino al terremoto di Umbria e Marche del 1997, per poi spostarsi nell'Ex convento di San Vincenzo.

## Dipartimenti e corsi
Dipartimento di Arti visive
- Decorazione
- Grafica d'arte
- Pittura
- Scultura

Dipartimento di Progettazione e Arti applicate (Area Design)
- Fashion Design
- Graphic Design
- Interior Design
- Light Design

Dipartimento di e Progettazione Arti applicate
- Arte del fumetto e Illustrazione
- Fotografia
- Comunicazione visiva multimediale
- Restauro
- Scenografia

Dipartimento di Comunicazione e Didattica dell'arte
- Comunicazione e valorizzazione del patrimonio artistico contemporaneo - Biennio di Museologia e Museografia

## Direttori
- Luigi Montanarini (dal 1972 al 1976)
- Giorgio Cegna (dal 1976 al 1979)
- Vincenzo Bianchi (dal 1979 al 1981)
- Remo Brindisi (dal 1981 al 1983)
- Armando Ginesi (dal 1984 al 1989)
- Robertomaria Siena (1990)
- Paola Ballesi (dal 1990 al 2001)
- Anna Verducci (dal 2001 al 2010)
- Giorgio Marangoni (dal 2011 - al marzo 2012)
- Paola Taddei
- Rossella Ghezzi